# Калтакул
Калтакуль — кишлак (посёлок), располагающийся в Яккабагском районе Кашкадарьинской области.
Калтакуль (Калтакул) расположен на высоте 1684 метров над уровнем моря.
Калтакуль также известен как Кальтакул, Кальтакуль, Куль.

## Происхождение наименования
Название Калтакуль произошло от слов «калта», «кул», которые в переводе с узбекского означают «малая рука».